# Campionato centramericano maschile di pallacanestro 1981
L'8º Campionato dell'America Centrale e Caraibico Maschile di Pallacanestro FIBA (noto anche come FIBA Centrobasket 1981) si è svolto dal 21 al 28 settembre 1981 a San Juan a Porto Rico. Il torneo è stato vinto dalla nazionale panamense.
I FIBA Centrobasket sono una manifestazione contesa dalle squadre nazionali di Messico, Centro America e Caraibi, organizzata dalla CONCENCABA (Confederazione America Centrale e Caraibi), nell'ambito della FIBA Americas.

## Squadre partecipanti
- Cuba
- Haiti
- Isole Vergini Americane
- Messico
- Panama
- Porto Rico
- Rep. Dominicana
- Venezuela

## Classifica finale
| Pos | Squadra | V-P |
| --- | --- | --- |
|     | PanamaButler, Duncan, Forbes, Frazer, Gálvez, Grenald, Lawrence, Malcolm, Medrick, Pinillo, Rivas, Smith, All. Ray Nacke                  | 7-1 |
|     | Porto Rico | 6-2 |
|     | Cuba | 5-2 |
| 4   | MessicoArvizu, Ayala, Campis, Gallardo, Guerrero, Ríos, Ó. Ruiz, S. Ruiz, Salinas, Sánchez, Santillana, Vega, All. Salvador Aceves        | 4-3 |
| 5   | Rep. DominicanaDomínguez, Gerónimo, Gómez, Hansen, Leschhorn, Mieses, Monegro, Muñoz, Pérez, Prats, Rodríguez, Royal, All. Osiris Duquela | 4-3 |
| 6   | Venezuela | 2-5 |
| 7   | Isole Vergini Americane | 1-6 |
| 8   | Haiti | 0-7 |